# تنجيم
التنجيم (بالإنجليزية: Astrology) هو مجموعة من التقاليد، والاعتقادات حول الأوضاع النسبية للأجرام السماوية والتفاصيل التي يمكن أن توفر معلومات عن الشخصية، والشؤون الإنسانية، وغيرها من الأمور الدنيوية. ويسمى من يعمل فيه بالمنجم ويعتبر العلماء التنجيم من العلوم الزائفة أو الخرافات.
وظهرت العديد من التقاليد والتطبيقات التي تستخدم المفاهيم الفلكية منذ البدايات الأولى للتنجيم خلال الألفية الثالثة قبل الميلاد. ولعب التنجيم دورًا هامًا في تشكيل الثقافة وعلم الفلك الأول، والفيدا،  والعديد من التخصصات المختلفة على مر التاريخ، وفي الواقع، لم يكن من السهل التمييز بين التنجيم وعلم الفلك قبل العصر الحديث، بالإضافة إلى وجود الرغبة للمعرفة التنبؤية، والتي تعد واحدة من العوامل الرئيسية الدافعة للرصد الفلكي، وبدأ علم الفلك يتباعد عن التنجيم بعد فترة من الانفصال التدريجي تبدأ في عصر النهضة وحتى القرن الثامن عشر، وفي النهاية، ميز علم الفلك نفسهِ باعتباره دراسة الأجرام الفلكية والظواهر دون اعتبار للمفاهيم الفلكية لتلك الظواهر.
ويعتقد المنجمون أن تحركات ومواقف الأجرام السماوية تؤثر مباشرة على الحياة فوق كوكب الأرض، أو أنها قد تتطابق مع الأحداث الإنسانية. ويعرف المنجمون المعاصرون مايسمونه بعلم التنجيم بأنه لغة رمزية،  أو شكل فني، أو نوع من أنواع التنبؤ بالمستقبل.  وعلى الرغم من اختلاف التعريفات، هناك افتراض سائد بين المنجمين بأن موضع النجوم في السماء قد يساعد في تفسير أحداث الماضي والحاضر، والتنبؤ بأحداث مستقبلية وهو شيء لا يوجد دليل علمي عليه حتى الآن.

## التسمية
تأتي كلمة Astrology  من اليونانية αστρολογία: ἄστρον، astron ومعناها «كوكبة من النجوم»، وكلمة -λογία، -logia تعني «دراسة».

## تعريف التنجيم
التنجيم أو علم النجوم لهُ مرادفات أخرى منها: النجامة والتبريج والتفلك، وأشهرها عند العرب الأحكام النجومية، ويعرف عند الغربيين باسم الأسطرولوجيا، ويصنف كـنوع من العلوم الزائفة، والأسطرولوجيا هي كلمة مكونة من كلمتين: أسطرون وتعني النجم، ولوجس وتعني الخطاب، أي خطاب أو حديث النجوم. والعراف الذي يمتهن هذا العلم يسمى منجماً أو أحكامياً. والأحكام النجومية هي صناعة الإخبار بالحوادث من النظر في الكواكب والحوادث العلوية. وكان العلماء لا يفرقون بين علم الهيئة والأحكام النجومية، فكان المتكلم في حركات النجوم وعلاقاتها بعضها ببعض هو نفسه الذي ينبئ بالحوادث المقبلة من النظر لتلك الحركات، ولم يميز بين هذين العلمين إلا حوالي القرن 18 الميلادي.
وكان حكماء العرب يصنفون علم الهيئة أي علم الفلك في المرتبة الرابعة من العلوم العقلية، وكان من فروعه الأزياج والأحكام النجومية. أما الآن فعلم التنجيم علم مستقل بذاته؛ وإن كان يعتمد على علم الفلك في حساب الهيئة الفلكية إلا أنه يصنف مع العلوم الروحانية وفنون العرافة.
ومهما تعمقنا في التاريخ فإننا نجد بقايا لعلم الأحكام النجومية، فقد عمل به الرومان والإغريق وقدماء المصريين في عهد الفراعنة، ومن قبلهم كانت طائفة الكهان عند البابليين والسومريين يحفظونه وكانت مهمتهم تقتضي مراقبة النجوم وإخبار الملوك بكل ظاهرة غير عادية. وكان التنبؤ بوقت الكسوف والخسوف كذلك ذا أهمية كبرى. وفي تلك الفترة كان التنجيم يسخر للملوك والكهان أساساً، واستعمل بالخصوص لإدارة شؤون الحاضرة أو الدولة، وخلدت لنا الحضارات القديمة التي شيدت الأنصاب الحجرية ستونهينج في سهل ساليبوري بإنجلترا كشاهد قوي على معرفتها بالتنجيم، وتعد ستونهينج نوعاً من التقويمات تسجل فيها حركات فصول السنة. وفي أمريكا الجنوبية والوسطى بلغت شعوب الأزتيك والمايا درجة عالية من الدقة في حساب سير الكواكب والنجوم، وكانوا يعتبرونه عملاً ضرورياً لتحديد تواريخ الأعياد والمناسك الدينية، ورغم التخريب الذي ألحقه المعمرون الأوروبيون بهذه الحضارات، بقيت بعض الآثار من علومها مسجلة في الحجر المعروف بأنصاب الزمن. وفي الصين يبدأ التقويم الصيني القديم في سنة 2637 قبل الميلاد، ولم يكن يتم الجزم في أمر من أمور البلاط الإمبراطوري إلا بعد استشارة النجوم.
غير أن حضارات المايا والأزتيك والصينيين استعملوا أحكاماً نجومية تختلف كثيراً في دلالاتها عن التنجيم الذي نعمل به والذي ترعرع في منطقة حوض البحر الأبيض المتوسط.
ولقد لعب العرب دوراً كبيراً في ازدهار علم التنجيم فهم من أحيى التراث التنجيمي اليوناني ومزجوه بتراث الحضارات الأخرى التي كانت تحت سيادة إمبراطوريتهم خصوصا التنجيم الفارسي والهندي، فظهر إلى الوجود الأحكام النجومية العربية، وذاع صيت المنجمين العرب وترجمت مصنفاتهم إلى اللغة اللاتينية وعمل بأحكامهم منجمو الغرب فترة طويلة، وأشهر الأحكاميين العرب أبو معشر جعفر بن محمد بن عمر البلخي المتوفى عام 886 م كأعظم علماء العرب في علم الأحكام النجومية، وأشهر كتبه كتاب (المدخل إلى علم أحكام النجوم)، وكذلك الفيلسوف الكندي وبالمغرب الأقصى اشتهر ابن البناء وابن قنفذ، وبالأندلس لا يزال ذكر مسلمة المجريطي كأحد كبار الحكماء وكتابه (غاية الحكيم في السحر مقدس) لدى الغربيين ويطبع ليومنا هذا باسم بيكاتريكس.
ولم يعرف التمييز بين علم التنجيم وعلم الفلك إلا حديثاً خلال الثورة العلمية في القرن الثامن عشر الميلادي في أوروبا. وعلم التنجيم كما نعرفه نقل إلينا عن طريق اليونان الذين أخذوه عن قدماء المصريين والكلدانيين، وأشهر كتاب في علم التنجيم هو التيترابيبلوس الذي اشتهر عند العرب باسم المقالات الأربع، وكان مؤلفه كلود بطليموس صاحب كتاب المجسطي الغني عن الذكر وكتاب الجغرافيا وكتاب الثمرة، وكان يعيش بالإسكندرية في القرن الثاني الميلادي وأصبح كتاب المقالات الأربع المرجع الرئيسي في أصول علم التنجيم عند المنجمين المعاصرين، مع العلم أنه ترجم عن اللغة العربية.
وبعدما عرف علم التنجيم انتشاراً كبيراً، في العصور الوسطى تعرض هذا العلم للضمور ابتداء من القرن 17 و18 م، فبعد إبعاده عن الجامعات، أصبح يصنف ضمن العلوم الروحانية وفنون العرافة، وظل منتشراً في العالم الإسلامي إلى أن اندثر وانمحت آثاره مع قدوم الإمبريالية الأوروبية. وجاء عصر النهضة التنجيمية في أوروبا في نهاية القرن 19 م تحت زخم بول شوازنارد بفرنسا وفون كلوكلر بألمانيا، ومنذ ذلك الوقت أصبح علم التنجيم يسترد ما انتزع من حقوقه، ورغم أنه لم يستعد بعد مكانته القديمة فإنه مستمر في تطوره.
وفي الوقت الراهن يتوافق علم التنجيم القديم مع علم التنجيم العلمي العصري أو ما يسمى بالخطأ الغربي، فالأبحاث كثيرة وأصبحت تعتمد على الإحصائيات بكثرة من لدن مجددي هذا العلم، والنتائج تتطابق بشكل عام مع الأصول القديمة، ويبقى هناك مجال واسع يجب تغطيته لوضع هذا العلم في زمن العالم المعاصر، لكن في كثير من أرجاء العلم ينكب على ذلك عدد من الأحكاميين.
ولا يزال قسم كبير من تراثنا التنجيمي العربي الكبير يحتاج لمن يرفع النقاب عنه ويدرسه ويجدده، وينفض عنه غبار المكتبات الخاصة وينشره ليطلع عليه كل الناس.

## المعتقدات الأساسية
وكانت المعتقدات الأساسية في علم التنجيم سائدة في أجزاء من العالم القديم، والتي تجسدت في القول المأثور «على النحو الوارد أعلاه، وكذلك أدناه»، واستخدم تايكو برايي عبارة مماثلة لتلخيص دراساته في علم التنجيم بعنوان: suspiciendo despicio، «أستطيع أن أرى ما هو في الأسفل من خلال النظر إلى أعلى».
وتعتمد معظم التقاليد الفلكية على المواقع النسبية وحركة العديد من الأجسام السماوية الحقيقية أو المفسرة، بالإضافة إلى بناء أنماط سماوية ضمنية كما هو الحال في وقت ومكان الحدث الذي يتم دراسته. وتشمل تلك الأنماط بشكل أساسي كل من الكواكب الفلكية، والكواكب القزمية، والكويكبات، والنجوم، والعقدة القمرية، والقطع العربية، والكواكب الافتراضية. ويُحدد الإطار المرجعي لتلك المواضع الواضحة من خلال أبراج استوائية أو فلكية لها اثني عشر علامة من ناحية، والأفق المحلي (المحور الصاعد—الهابط) ومحور الmidheaven والـcoeli imum من ناحية أخرى. وينقسم الإطار (المحلي) الأخير إلى اثنى عشر منزل فلكي. وعلاوة على ذلك، تستخدم الجوانب الفلكية لتحديد العلاقات الهندسية الزاوية بين الأجرام السماوية المختلفة وزوايا الأبراج.
ويعتمد الإدعاء بأن علم التنجيم يتنبأ بتطورات المستقبل على طريقتين رئيسيتين في علم التنجيم الغربي: الانتقال الفلكي والتقدم الفلكي. وفي الانتقال الفلكي، تُفسَّر الحركات الحالية للكواكب لأهميتها، حيث أنها تنتقل عبر الفضاء والفلك. ولكن في التقدم الفلكي، تتقدم الأبراج إلى الأمام في الوقت المناسب وفقاً لمجموعة من الأساليب. يتم التركيز في علم التنجيم على فترات الكواكب لاستنتاج الإتجاه، بينما تستخدم الانتقالات لتحديد أحداث الوقت الهامة. لم يعد معظم منجمي الغرب يحاولون التنبؤ بالأحداث الفعلية، ولكنهم يركزون على الاتجاهات والتطورات العامة. وبالمقارنة، نجد أن المنجمين الفيديين يتنبؤون بالاتجاهات والأحداث. ويرد المتشككون بأن هذه الممارسة تسمح لمنجمي الغرب بتجنب القيام بتنبؤات مؤكدة، وتمنحهم القدرة على ربط أهمية الأحداث التعسفية بالأحداث التي ليس لها صلة بها بشكل يتناسب مع الغرض منها.
وفي الماضي، اعتمد المنجمون على الملاحظة الدقيقة للأجسام السماوية ورسم تحركاتها. واستخدم المنجمون المعاصرون البيانات المقدمة من قبل الفلكيين التي يتم تحويلها إلى مجموعة من الجداول الفلكية تسمى الفلكيات، والتي تبين مواضع التغيير الفلكي للأجرام السماوية من خلال الزمن.

## التقاليد

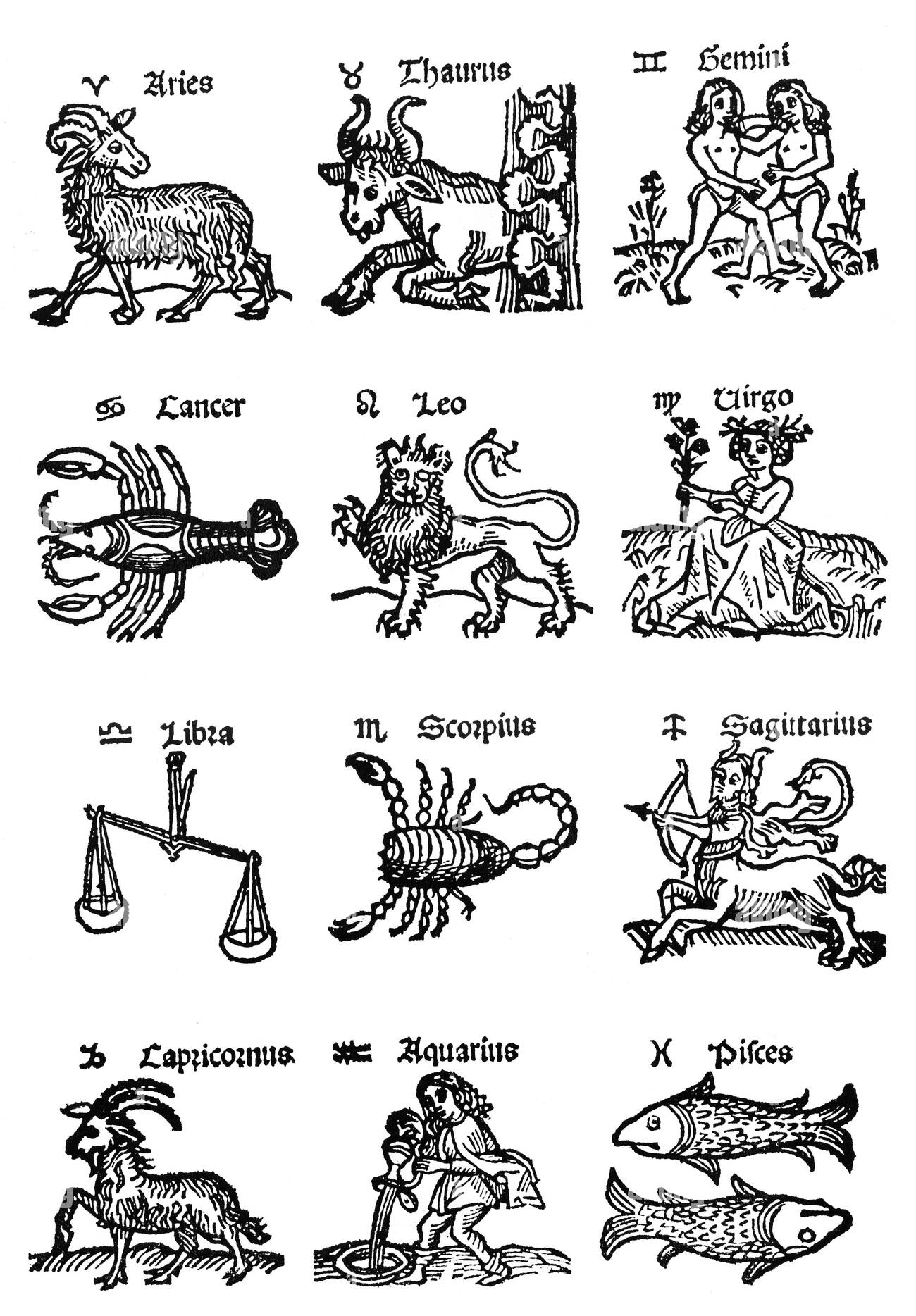
علامة البروج، حطابة القرن الأوروبي للقرن السادس عشر

هناك العديد من تقاليد علم التنجيم، بعضها يتشارك سمات متشابهة نظرًا لانتقال النظريات الفلكية بين الثقافات. تطورت تقاليد أخرى في عزلة وأصبح لها مذاهب مختلفة، على الرغم من أنهم يتشاركون في بعض السمات بسبب الاعتماد على مصادر فلكية مماثلة.

### التقاليد الحالية
ومن التقاليد الرئيسية التي يستخدمها المنجمون المعاصرون: علم التنجيم الـJyotiṣa الغربي، والتنجيم الصيني.
ويتشارك التنجيم الفيدي والغربي أصولاً واحدة باعتبارهما أنظمة فلكية، وتركز هذه التقاليد على صب مخطط فلكي أو مخطط أبراج، وهناك تمثيل للكيانات السماوية لحدث معتمد على موقع الشمس، والقمر، والكواكب في لحظة الحدث. ومع ذلك، يستخدم علم التنجيم الأبراج النجمية، وربط علامات البروج الفلكية للكوكبة الأصلية، في حين أن علم التنجيم الغربي يستخدم الأبراج الاستوائية. وبسبب مبادرة الاعتدال الربيعي، لم تعد الاثنى عشر علامة على مدى القرون في علم التنجيم الغربي تتطابق مع نفس الجزء من السماء أو الكوكبة الأصلية. وفي الواقع، اختفت العلاقة بين العلامة والكوكبة في علم التنجيم الغربي، في حين ظلت تلك العلاقة مهمة في علم التنجيم. وهناك ثمة اختلافات أخرى بين المذهبين لتشمل استخدام 27 (أو 28) نكشتر أو قصر قمري، والتي كانت تستخدم في الهند منذ زمن الفيدية، ونظام الفترات الكوكبية المعروفة بالـdashas.
وظهر تقليد مختلف بعض الشيء في علم التنجيم الصيني، وبالمقارنة بعلم التنجيم الغربي والهندي، لا تقسم الإثني عشر علامة فلكية السماء، ولكن تقسم خط الاستواء السماوي. وطورت الصين نظامًا تُـقابلُ كل علامةٍ فيه واحدةً من الإثني عشر 'ساعة مزدوجة' التي تحكم اليوم، وإلى واحد من الإثني عشر شهرًا. ويحكم كل زودياك سنة مختلفة، ويتجمع مع نظام يعتمد على خمسة عناصر من علم الكونيات الصيني لإعطاء 60 (12 × 5) سنة. ويستخدم مصطلح علم التنجيم الصيني هنا لأنه مناسب، ولكن لابد من الاعتراف بأن تلك النسخ لنفس التقاليد موجودة في كوريا، واليابان، وفيتنام، وتايلاند، وبلدان آسيوية أخرى.
وفي العصور الحديثة، اتصلت تلك التقاليد ببعضها البعض بقدر كبير، فقد انتشر التنجيم الهندي والصيني في الغرب، في حين أن وعي التنجيم الغربي لا يزال محدود نسبيًا في آسيا. وتنوع علم التنجيم في العالم الغربي كثيرًا في العصر الحديث. وظهرت حركات جديدة تخلصت من الكثير من التنجيم التقليدي للتركيز على الاتجاهات المختلفة، مثل التأكيد على نقاط المنتصف، أو اتباع نهج نفسي. وتشمل بعض التطورات الغربية الحديثة الزودياك الفلكي والاستوائي؛ الكوزموبيولوجي؛ والتنجيم النفسي؛ وتنجيم العلامات الشمسية، ووكلية هامبورغ لعلم التنجيم، والتنجيم اليوراني، ومجموعة فرعية من مدرسة هامبورغ.

### التقاليد التاريخية
اشتهر علم التنجيم في العديد من المناطق وتعرض لتطورات وتغييرات عبر تاريخه الطويل. وهناك العديد من التقاليد الفلكية الهامة، ولكنها لم تعد تستخدم اليوم. ولا يزال المنجمون يحتفظون بهذه التقاليد ويعتبرونها موردًا هامًا. وتشمل التقاليد الفلكية الهامة تاريخياً التنجيم العربي والفارسي (القرون الوسطى، والشرق الأدنى)؛ والتنجيم البابلي (القديم، والشرق الأدنى)؛ والتنجيم المصري؛ والتنجيم الهلنستي (كلاسيكية العصور القديمة)، وعلم تنجيم مايا.

### التقاليد الخفية

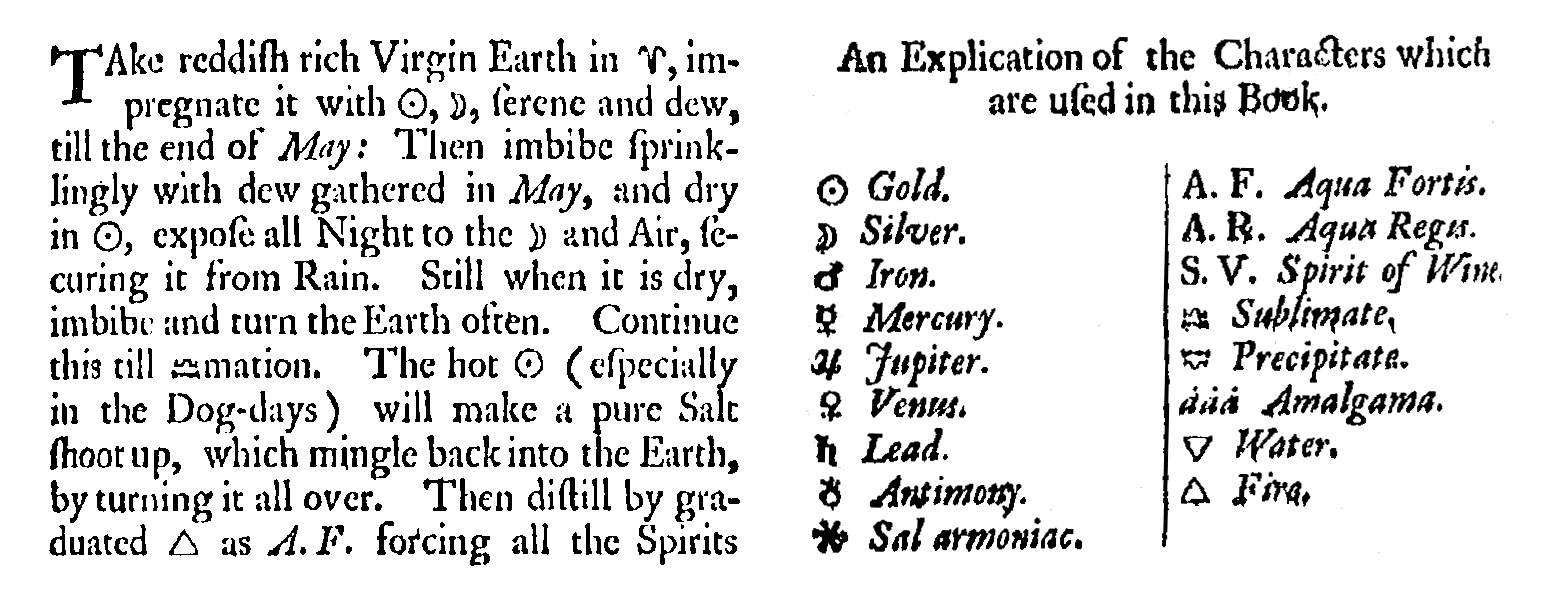
مفتاح الاستخراج الرمزي من القرن السابع عشر نص الكيمياء-- كينيلم ديجبي.

ولكثير من التقاليد الصوفية أو الخفية صلة بالتنجيم. وفي بعض الحالات، مثل الكابالا، ينطوي ذلك على عناصر من علم التنجيم في تقاليده الخاصة به. وفي حالات أخرى، مثل تنبؤ التارو، استخدم الكثير من المنجمين العديد من التقاليد في ممارساتهم الخاصة لعلم التنجيم. وتشمل التقاليد الخفية الكيمياء القديمة، وكشف الحظ، وتنجيم الكابالا، والتنجيم الطبي، وعلم الأعداد، وروسكروسن أو «الصليب الروزي»، وقراءة البخت بالتارو.
ولقد تحالفت وتضافرت الكيمياء القديمة تاريخياً في العالم الغربي بشكل خاص مع علم التنجيم الذي يستخدم الأسلوب البابلي اليوناني؛ ولقد تم بناؤها بطرق عديدة لتكمل كل منهما الآخر في البحث عن المعارف الخفية أو التنجيمية. واستخدم علم التنجيم مفهوم العناصر الكلاسيكية الأربعة للكيمياء القديمة منذ العصور القديمة وحتى يومنا هذا، حيث يرتبط كل واحد منها بالكواكب السبعة في النظام الشمسي المعروفة للقدماء، وسيطرت على مادة معينة.

## الأبراج

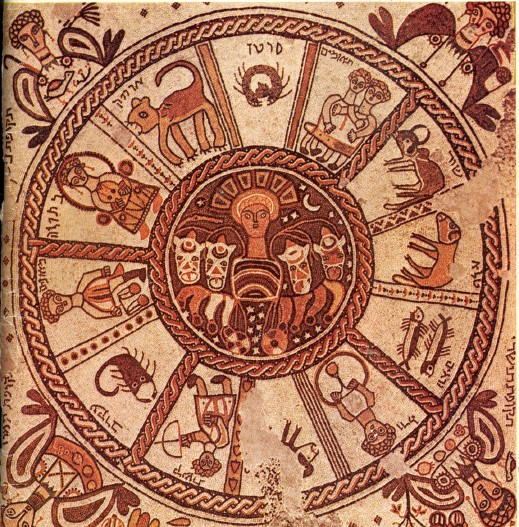
الأبراج في كنيسة يهودية في القرن السادس في بيت الفا وإسرائيل.

إن البرج هو الزنار أو مجموعة من الكوكبات التي تنتقل من خلالها الشمس، والقمر، والكواكب عبر السماء. إذ لاحظ المنجمون هذه الكوكبات وربطوها بأهمية خاصة. ولقد طوروا نظام الإثني عشر برجًا بمرور الوقت: الحمل، والثور، والتوأمان، والسرطان، والأسد، والعذراء، والميزان، والعقرب، والرامي، والجدي، والدلو، والحوت)، اعتمادًا على اثني عشر برجا من الأبراج التي تعتبر ذات أهمية في التنجيم.
وتشترك علامات الأبراج الغربية والفيدية في الأصل وتقليد التنجيم، وبالتالي فهي متشابهة جدًا في المعنى. ومن ناحية أخرى، كان تطوير الأبراج مختلفًا في الصين، على الرغم من أن الصين لديها نظام يتكون من اثني عشر علامة (سميت بأسماء الحيوانات)، إذ تشير الأبراج الصينية إلى دورة تقويمية نقية، حيث لا ترتبط الكوكبات بها كما هو الحال بعلم التنجيم الغربي أو الهندي. ويعتبر اختيار الإثني عشر علامة متأملًا للتفاعل بين الشمس والقمر الذي يعد مشتركًا بين جميع أنواع التنجيم.
اعتمد غالبية المنجمين الغربيين في عملهم على الأبراج الاستوائية التي تفصل السماء إلى اثني عشر قطعة متساوية، وتتكون كل واحدة منها من 30 درجة، حيث تبدأ بالنقطة الأولى وهي برج الحمل، وهي النقطة التي يتقابل فيها خط الاستواء السماوي الأرضي ومسار الشمس (مسار الشمس خلال السماء) في نصف الكرة الشمالي الاعتدالي الربيع، وبسبب مبإدارة الاعتدال، حدث تغيير طفيف في طريقة دوران الأرض في الفضاء، وليس لعلامات الأبراج في هذا النظام أية علاقة بالكوكبات التي لها نفس الاسم، ولكنها تظل مرتبطة بالأشهر والفصول.
ويستعمل اصحاب التقاليد الفلكية الفيدية وبعض المنجمين الغربيين الأبراج الاستوائية، ويستخدم البرج نفس دائرة البروج المقسمة بالتساوي، ولكنه يظل مرتبطًا بمواضع الكوكبات الملحوظة مع نفس اسم علامات الأبراج. وتختلف الأبراج الانتقالية عن الأبراج الاستوائية من خلال ما يسمى بالـayanamsa، والذي يزيد من انجراف الاعتدالات. وعلاوة على ذلك، استخدم بعض المنجمين الذين يستخدمون تقنيات فلكية انتقالية الكوكبات غير المتساوية فعليًا للأبراج في عملهم.
وتجدر الإشارة إلى ان ما يُعتمد من الأبراج اليوم يتضمن أخطاءًا كثيرة، وحتى مع افتراض صدق توقعات التنجيم؛ فإن تلك الأخطاء تجعل مواقع وعدد الأبراج ونسبة البرج إلى اليوم مغلوطة كلها. مثلًا في الحقيقة يجب أن يكون هناك 13 برجاً وليس 12 برجاً، وذلك بسبب تقدم الاعتدالَـين اللذان يحدثان بسبب مركز دوران الأرض (الذي يسبب الليل والنهار) ومركز دوران الأرض حول الشمس (الذي يحدد مضي كل سنة)، وهما في الحقيقة ليسا متعامدين. فكلاهما يبعد عن الآخر بـ (23.5) درجة، وهذا يحصل بسبب ميلان مركز دوران الأرض، وهذا الميلان يؤدي إلى حدوث الفصول الأربعة لدينا.
وهناك أيضاً مدة قصيرة 18.6 سنة ناتجة عن طريق حركة مدار القمر حول الأرض وهي غير محسوبة ضمن الحسابات التقليدية للأبراج، بينما القمر له أيضاً تأثير صغير على الحركة البدارية، حيث أن الانتفاخ الاستوائي للشمس هو السبب الرئيسي للحركة البدارية للاعتدال. يعني ذلك أن الشخص الذي ولد في برج معين سيتغير برجه بعد 18 سنة  كما أن تواريخ الأبراج ببداياتها ونهاياتها أيضًا تختلف تمامًا إذا ما أخذت علميًا بنظر الاعتبار.

## التنجيم بالأبراج
يعتبر التنجيم بالأبراج نظام يدعي البعض وضعه في منطقة البحر الأبيض المتوسط وخاصة بمنطقة مصر الهلنستية خلال أواخر القرن الثاني أو أوائل القرن الأول قبل الميلاد. ومع ذلك، تم ممارسة التنجيم بالأبراج في الهند منذ العصور القديمة، ويعد علم التنجيم الفيدي هو أقدم شكل من أشكال علم التنجيم الذي بقي حتى الآن في العالم. ويتعامل التقليد مع مخطط ثنائي الأبعاد يتكون من السماء، أو الأبراج، التي خلقت من أجل لحظات معينة في الوقت، ويستخدم الرسم التخطيطي لتفسير المعنى الكامن في محاذاة الأجرام السماوية في تلك اللحظة، بناءً على مجموعة محددة من القواعد والمبادئ التوجيهية. ويحسب البرج لحظة ولادة الفرد، أو في بداية حدث، وذلك لأن التحالفات السماوية في تلك اللحظة كان يعتقد أنها تحدد طبيعة الموضوع قيد البحث. وتعد واحدة من الخصائص المميزة لهذا الشكل من التنجيم هي حساب درجة الأفق الشرقي الذي يرتفع خلف مسير الشمس في اللحظة المحددة قيد الدراسة، والمعروفة باسم الطالع. ويعد التنجيم بالأبراج الشكل الأكثر تأثيرًا وانتشاراً في أفريقيا، والهند، وأوروبا، والشرق الأوسط. وتتمتع التقاليد الغربية في العصور الوسطى والحديثة في علم التنجيم بأصول هلنستية.

### الأبراج

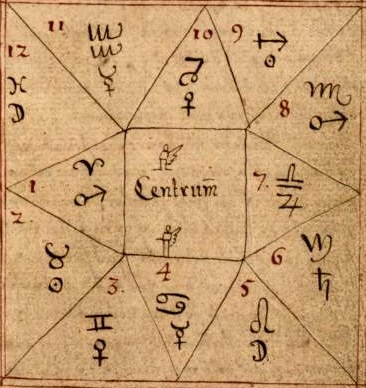
مخطوطة آيسلندي في القرن الثامن عشر يظهر المنازل الفلكية ورموز الكواكب.

ويعد حساب الطالع أو التخطيط الفلكي أساس علم التنجيم بالأبراج وفروعه. ويوضح ذلك التمثيل ثنائي الأبعاد المواضع الظاهرية للأجرام السماوية في السماء من خلال أفضلية موقع الأرض في وقت ومكان محددين. وتنقسم الأبراج أيضاً إلى اثني عشر منزلاً سماوياً مختلفاً يتحكم في مجالات متعددة في الحياة، وتشمل الحسابات التي يتنبأ من خلالها البرج الحساب والهندسة البسيطة التي تساعد على تحديد الموضع الظاهري للأجرام السماوية في التواريخ والأوقات المرجوة استنادًا إلى الجداول الفلكية. وفي تنجيم الهيلينية القديمة، يحدد الطالع أول منزل كوكبي للأبراج. وتأتي كلمة horoskopos بمعنى الطالع في اليونانية، وهي التي اشتق منها كلمة الأبراج، وفي العصر الحديث، تشير الكلمة إلى الرسم البياني الفلكي عامة.

### فروع علم التنجيم بالأبراج
ويمكن تقسيم تقاليد التنجيم بالأبراج إلى أربعة فروع تهتم بمواضيع أو أغراض محددة. وغالبًا ما تستخدم هذه الفروع مجموعة فريدة من التقنيات أو تطبيق مختلف للمبادئ الأساسية للنظام. وتشتق العديد من المجموعات الفرعية والتطبيقات الأخرى من علم التنجيم من هذه الفروع الأربعة الأساسية.
أما التنجيم الولادي فهو دراسة الرسم الولادي للشخص للحصول على معلومات حول الفرد وخبرته الحياتية. وتشمل Katarchic astrology كلًا من التنجيم الاختياري وتنجيم الحدث. وتستخدم الأولى علم التنجيم لتحديد أكثر لحظة ميمونة للبدء في المشروع، أما الأخيرة فهي تهدف لفهم كل شيء عن هذا الحدث بداية من الوقت الذي وقع فيه. ويستخدم Horary astrology للرد على سؤال محدد من خلال دراسة الرسم البياني للحظة طرح السؤال على أحد علماء الفلك. ويعتبر علم تنجيم العالم تطبيق للتنجيم على أحداث العالم، بما في ذلك الطقس، والزلازل، وصعود وسقوط الإمبراطوريات أو الأديان. ويشمل ذلك العصور الفلكية، مثل عصر الدلو، وعصر الحوت وهكذا. ويصل عمر كل واحد منهم حوالي 2.150 سنة، ويعتقد كثير من الناس بأن هذه الأعمار الضخمة تتوافق مع الأحداث التاريخية الكبرى والتطورات الراهنة في العالم.

## تاريخ علم التنجيم
وتوجد أصول الكثير من المذاهب الفلكية والطريقة التي تطورت لاحقاً في آسيا، وأوروبا، والشرق الأوسط بين البابليين القدماء ونظام البشائر السماوية الخاص بهم، والذي بدأ في الظهور خلال منتصف الألفية الثانية قبل الميلاد تقريباً. وانتشر هذا النظام في وقت لاحق إما بشكل مباشر أو غير مباشر من خلال البابليين والآشوريين في مناطق أخرى مثل الهند، والشرق الأوسط، واليونان حيث اندمجت مع أشكال التنجيم الموجودة مسبقًا. وظهر ذلك النوع من التنجيم البابلي في اليونان في وقت مبكر من منتصف القرن الرابع قبل الميلاد، ومن ثم اختلط التنجيم البابلي مع التقاليد المصرية للـdecanic astrology من أجل صناعة تنجيم الأبراج خلال أواخر القرن الثاني أو أوائل القرن الأول قبل الميلاد بعد الفتوحات السكندرية. وسريعاً ما انتشر الشكل الجديد من علم التنجيم، والذي يبدو أنه نشأ في الإسكندرية المصرية، في جميع أنحاء العالم القديم في أوروبا والشرق الأوسط والهند.

### ما قبل العصر الحديث
ويختلف التفريق بين علم الفلك والتنجيم من مكان لآخر، فقد كانا مرتبطان بقوة في الهند القديمة،  وبابل القديمة وأوروبا خلال القرون الوسطى، ولكنهما انفصلا في العالم الهيليني. وظهر أول تمييز دلالي بين التنجيم والفلك في القرن الحادي عشر على يد الفلكي أبو ريحان البيروني. (أنظر التنجيم وعلم الفلك).
ولقد تكرر نمط المعرفة المكتسبة من المساعي الفلكية عبر ثقافات متعددة، بدايةً من الهند القديمة، ومرورًا بحضارة مايا الكلاسيكية، ووصولًا بأوروبا في القرون الوسطى. ووفقًا لهذه المساهمة التاريخية، أطلق على علم التنجيم علم مبتدء مع وجود بعض التخصصات مثل الكيمياء القديمة.
ولم يخلُ التنجيم من الانتقادات قبل العصر الحديث، بل كان كثيراً ما يهاجمه المتشككون الهلنستيون، وسلطات الكنيسة، وعلماء الفلك المسلمين في القرون الوسطى، مثل الفارابي، وابن الهيثم، وأبو ريحان البيروني، وابن سينا، وابن رشد. وكانت أسبابهم لدحض علم التنجيم في كثير من الأحيان تعود لأسباب علمية (تعد الأساليب التي يستخدمها المنجمين تخمينية وليست تجريبية) ودينية (صراعات مع العلماء المسلمين والأرثوذكس). استخدم ابن قيم الجوزية (1292م-1350م)، في مفتاح دار السعادة، الحجج التجريبية في مجال علم الفلك من أجل تفنيد التنجيم وقراءة البخت. 
ولقد مارس العديد من كبار المفكرين والفلاسفة والعلماء علم الفلك أمثال جالينوس، وكامبردج، وجيرولامو كاردان، ونيكولاس كوبرنيكوس، وتقي الدين، وتايكو برايي، وغاليليو غاليلي، ويوهانس كيبلر، وكارل يونغ وغيرهم.

## المناهج الحديثة
ظهرت ابتكارات عديدة في الممارسات الفلكية في العصور الحديثة.

### الغرب
وخلال منتصف القرن العشرين، قاد ألفريد ويت وتلاه راينولد إبرتن استخدام نقاط المنتصف في تحليل الأبراج. ومنذ عقد الثلاثينيات وحتى عقد الثمانينيات في القرن العشرين، قاد المنجمون أمثال دان رودهاير، وليز غرين، ووستيفن ارويو استخدام علم التنجيم للتحليل النفسي، وتلاهم بعض من علماء النفس مثل كارل يونغ. وفي عقد الثلاثينيات، طور ونشر دون نيرومان شكلا من أشكال التنجيم الموقعي في أوروبا تحت اسم "Astrogeography". وفي عقد السبعينيات، طور المنجم الأمريكي جيم لويس نهجا مختلفا بعنوان Astrocartography. ويهدف كلا الأسلوبين إلى تحديد ظروف الحياة المختلفة من خلال اختلاف الموقع.

### الفيدي
ويستخدم علم الفلك الهندي أبراج مختلفة عن التنجيم الغربي، وهو فرع من فروع العلم الفيدي. وفي الهند، هناك اعتقاد سائد بعلم التنجيم، وهو يستخدم بشكل واسع. وفي عقد الستينات، أدخل سيشادي أيير ‏ نظام يشمل مفاهيم اليوغاني، ولقد اهتم بها منجمي الغرب. ومنذ بداية عقد التسعينيات، نشر المنجم الهندي الفيدي والكاتب كيه شودري كتاب بعنوان نهج النظام لتفسير الأبراج، ووضع نظام مبسط للالجيوتش (التنجيم التنبئي). وساعد هذا النظام، والمعروف أيضا باسم"SA"، أولئك الذين يحاولون تعلم الـJyotisha. كما طور كانساس كريشنامورتي مذهب الكريشنامورتي باداتي الذي يستند إلى تحليل النجوم (nakshatras)، عن طريق تقسيم النجوم بنسبة الداشا الخاصة بكواكب معنية. ويعرف هذا النظام أيضا باسم «الKP» و«شبه النظرية».
وفي الآونة الأخيرة، ندد العلماء الهنود اقتراح استخدام أموال الدولة لتمويل أبحاث في علم التنجيم الفيدي.

## التأثير على ثقافة العالم
كان للتنجيم تأثير عميق على الثقافات الغربية والشرقية على مر آلاف السنين الماضية. وفي العصور الوسطى، عندما اعتقد المتعلمين في ذلك الوقت في علم التنجيم، كان يعتقد أن نظام الأفلاك والأجسام السماوية يعكس نظام المعرفة والعالم نفسه. أًصبح الاعتقاد في علم التنجيم راسخًا اليوم في أجزاء كثيرة من العالم: ففي أحد استطلاعات الرأي، أقر 31٪ من الأمريكيين باعتقادهم في علم التنجيم، ووفقا لدراسة أخرى، اعتبر 39٪ منهم أن التنجيم يعد شيء علميًا.
كما كان للتنجيم تأثير على كل من اللغة والأدب. فعلى سبيل المثال، سميت الأنفلونزا بذلك الاسم، وهي مشتقة من كلمة influentia اللاتينية والتي تعني التأثير، لأن الأطباء كانوا يعتقدوا أن الأوبئة ناجمة عن كواكب ونجوم غير حميدة لها تأثيرات سلبية. وتأتي كلمة «كارثة» من كلمة disastro الإيطالية، المشتقة من البادئة dis- وكلمة "star" اللاتينية، وهي تعني «منحوس». وتعتبر الصفات «قمري»، و«الزئبقي» (الزئبق)، "venereal" (فينوس)، "martial" (المريخ)، "jovial" (المشترى)، و"saturnine" (زحل) كلمات قديمة تستخدم لوصف الصفات الشخصية، ويقال أنها تشبه أو تتأثر بالخصائص الفلكية للكوكب، وبعضها مشتق من سمات الآلهة الرومانية القديمة التي سميت بأسمائها. وفي الأدب، استخدم الكثير من الكتاب مثل جيفري تشوسر  ووليم شكسبير  الرموز الفلكية لإضافة الفطانة والدقة لوصف دوافع شخصياته. وفي الآونة الأخيرة، اقترح مايكل وارد بأن لويس قد وظف سجلات نارنيا بالإضافة إلى خصائص ورموز السبع سماوات. وغالباً ما نحتاج إلى فهم الرمزية الفلكية كي نقدر تلك الأدب.
ويعتقد بعض المفكرين المحدثين مثل كارل يونغ،  في القوة الوصفية لعلم التنجيم بشأن العقل دون الاشتراك في التنبؤات. وينعكس علم التنجيم في التعليم الجامعي في أوروبا في القرون الوسطى، والتي تم تقسيمها إلى سبع مناطق مميزة، يمثل كل واحدة منها كوكب معين يعرف باسم الفنون الليبرالية السبعة. وتأمل دانتي أليغييري قائلًا أن هذه الفنون، التي أصبحت في ما بعد العلوم التي نعرفها اليوم، مجهزة لنفس هيكل الكواكب. وفي الموسيقى، يعتبر أفضل مثال على تأثير علم التنجيم هو نفوذ جناح الأوركسترا والذي يسميه المؤلف الموسيقي البريطاني جوستاف هولست ب«الكواكب»، حيث يستند الإطار الخاص به إلى الرمزية الفلكية للكواكب.

## العلم والتنجيم
وبحلول فرنسيس بيكون والثورة العلمية، اكتسبت التخصصات العلمية الناشئة حديثاً وسائل طريقة التجربة والاختبار للتعريف العملي المنظم استنادًا إلى الملاحظات التجريبية. بدأ التباعد بين علم التنجيم والفلك منذ تلك النقطة، وأصبح علم الفلك واحدًا من أهم العلوم الأساسية، بينما ازداد نظر علماء الطبيعة إلى التنجيم بوصفه علم الخرافات. وزاد ذلك الانفصال في القرنين الثامن عشر والتاسع عشر.
ينظر العلماء المعاصرين مثل ريتشارد دوكينز، ووستيفن هوكينغ إلى التنجيم بوصفه غير علمي،  كما وصف أندرو فرانكوني من الجمعية الفلكية في منطقة المحيط الهادئ التنجيم بالزائف. وفي عام 1975م، ميزت الرابطة الإنسانية الأمريكية الذين آمنوا بالتنجيم، «على الرغم من عدم وجود أي أساس علمي لمعتقداتهم، وهناك أدلة قوية تثبت العكس». ووجد عالم الفلك كارل ساجان نفسه غير قادر على الإيمان بهذا الافتراض، ليس لأنه شعر بأن التنجيم كان صحيحًا، ولكن لأنه وجد أن لهجة المقولة تتميز بالاستبدادية.  وذكر ساجان أنه على استعداد للإيمان بتلك الافتراض، ووصف ودحض المبادئ الأساسية للاعتقادات الفلكية، الذي يعتقد أنه يمكن أن يكون أكثر إقناعاً، وكان سينتج جدلاً أقل من تعميم هذا البيان.
وعلى الرغم من أن علم التنجيم تميز بمكانة علمية محدودة لبعض الوقت، فإنه كان موضوعاً للجدل وللبحث بين المنجمين منذ بداية القرن العشرين. وفي دراستهم حول البحث العلمي في التنجيم الولادي خلال القرن العشرين، وثق نقاد علم التنجيم أمثال جيفري دين والمؤلفون المشاركون هذا النشاط البحثي المزدهر، وخاصة داخل المجتمع الفلكي.

### البحث العلمي

تأثير المريخ: التواتر النسبي للموضع النهاري لكوكب المريخ في رسم الولادة للرياضيين البارزين.

وكثيرًا ما فشلت الدراسات إحصائيا في إثبات العلاقات الهامة بين التوقعات الفلكية والنتائج المحددة فعليًا. واستنتجت اختبارات الفرضيات التي تعتمد على التنجيم أن دقة معاني التوقعات الفلكية لا تزيد على ما هو متوقع من قبيل الصدفة. [وصلة مكسورة] فعلى سبيل المثال، عند الاختبار المعرفي، والسلوكي، والمادي وغيرها، لم تظهر دراسة "توائم الوقت" الفلكي تأثير الأجرام السماوية على خصائص الإنسان. وهناك اقتراح قائل بأن البحوث الإحصائية الأخرى غالباً ما يعتقد خطأً بأنها دليل على علم التنجيم بسبب قطع غير متحكم فيها.
كما اقترح علماء النفس التجريبي أن هناك العديد من الآثار المختلفة التي يمكن أن تسهم في القناعات الفلكية. وهناك اتجاه معروف بالتحيز التأكيدي، حيث أن الناس الذين يحصلون على مجموعة متعددة من التنبؤات يميلون إلى أن تذكر عدد كبير من التنبؤات الدقيقة («ضربات») أكثر من تلك غير الدقيقة («أخطاء»). وبالتالي، يميل الناس إلى وصف مجموعة التنبؤات بأنها أكثر دقة مما هي عليه بالفعل. بالإضافة إلى ظاهرة نفسية ثانية تعرف بتأثير فورير،  وهي تشير إلى اتجاه الأفراد لإعطاء تقديرات عالية الدقة لوصف شخصياتهم التي يُـفترض أنها صممت خصيصاً لهم، ولكنها في الواقع عادة ما تكون غامضة وعامة لدرجة أنها يمكن أن تنطبق على طائفة كبيرة من الناس. وعندما تتحول التوقعات الفلكية لتتوافق مع بعض الظواهر تحديدًا، يمكن لأمانة تلك التوقعات المجمعة أن تنجم عن التحيز التأكيدي. وعندما تستخدم التنبؤات لغة مبهمة، قد يعود مظهرها الفردي إلى تأثير فورير. وبالإضافة إلى تأثير فورير قام بييرستين بإعداد اختبار آخر للعلوم الزائفة ومن ضمنها التنجيم والذي خضعت له مختلف أنواع الطرق لتحليل الشخصية توقعات المستقبل ولم تنجح به أي طريقة من تلك الطرق بما فيها التنجيم.
في عام 1995م قام باحثان ألمانيان من جامعة جورج اوكست (Georg-August-Universität) بإعداد بحث ردًا على ادعاء مناصري التنجيم في تشابه مصائر التوائم ادعت فيها إثر إحصائية لـ 234 توأم وجود تشابه بنسبة 68% في شخصيات التوائم بحسب توقعات الأبراج وكان هؤلاء قد اعتبروها إنجازاً مقارنة بالنسبة التي سنحصل عليها إذا ما توقعنا بشكل عشوائي وبالصدفة حيث ستكون النتيجة 50%. أعاد الباحثان التجربة التي قام بها مُـروّجو الأبراج عبر إعادة تحليل البيانات وإعادة تقييم النتائج التي كانت قائمة على صور نمطية وكان فيها تناقض أيضًا بين البيانات المذكورة في الإحصائية وبين البيانات الأصلية بالإضافة إلى أن النتيجة الكلية لنسبة التوقعات المطابقة لم تكن تختلف عن الصدفة.
كما كتب عالم النفس الفرنسي والإحصائي الذي كرس حياته في محاولة لإثبات صحة بعض أساسيات علم التنجيم، وميشال جاوكيلين، أنه وجد علاقات بين بعض مواقع الكواكب وبعض السمات البشرية مثل الموهبة. وتعتبر أكثر المفاهيم المعروفة لجاوكيلين هي تأثير كوكب المريخ، والتي تشير إلى وجود علاقة بين كوكب المريخ الذي يشغل مواضع معينة في السماء عند ولادة بطل رياضي بارز أكثر من المواضع التي يتخذها عند ولادة شخص عادي. وقدم ريتشار تيرناس فكرة مشابهة في كتابه كوزموس والنفسية، حيث يدرس فيه التطابق بين تحالفات الكواكب والأحداث التاريخية الهامة والأفراد. ومنذ الإصدار الأصلي لها في عام 1955م، أصبح تأثير كوكب المريخ موضوع الدراسات النقدية والمنشورات التشكيكية التي تهدف إلى دحضها،  بالإضافة إلى دراسات العلوم الهامشية المستخدمة لدعم توسيع الأفكار الأصلية. ولم تحصل أبحاث جاوكيلين إشعارًا علميًا، وقال أحد من أخضعوها للاختبار أن نسبة ظهور هذا التأثير تقل عن تأثير أي مصادفة فهي لا تظهر في 99.994% من الناس بشكل صحيح، هذا وقد كان جاوكيلين قد قال في نهاية حياته أن أي من تأثيرات الأبراج لم يجد لها أي علاقة بما يحدث في حياة الناس، ولم يبق له أي اعتقاد سوى فيما يتعلق بتأثير المريخ الذي تقل نسبة توقعه هو الآخر عن نسبة توقع الصدفة.
قام ماك غريفي بدراسة على تواريخ ميلاد 16,634 عالم و6,475 سياسيٍ ليبرهن أن ما أدعاه المنجمون بخصوص أن يكون المولودون “من برج العذراء” ضعيفي الشخصية هو ادعاء خاطئ، فقد تضمنت لوائح تواريخ الميلاد هذه علماء وسياسيين من مواليد “برج العذراء” مثل أي برج آخر، مما يفيد بأن التنجيم غير قابل للاختبار. أيضًا الدراسة قامت بها مجلة Personality and Individual Differences عام 2006م شملت 15000 شخص، لتكون نتيجتها: أنه لا يوجد أي روابط بين تاريخ ميلاد الشخص وشخصيته!.

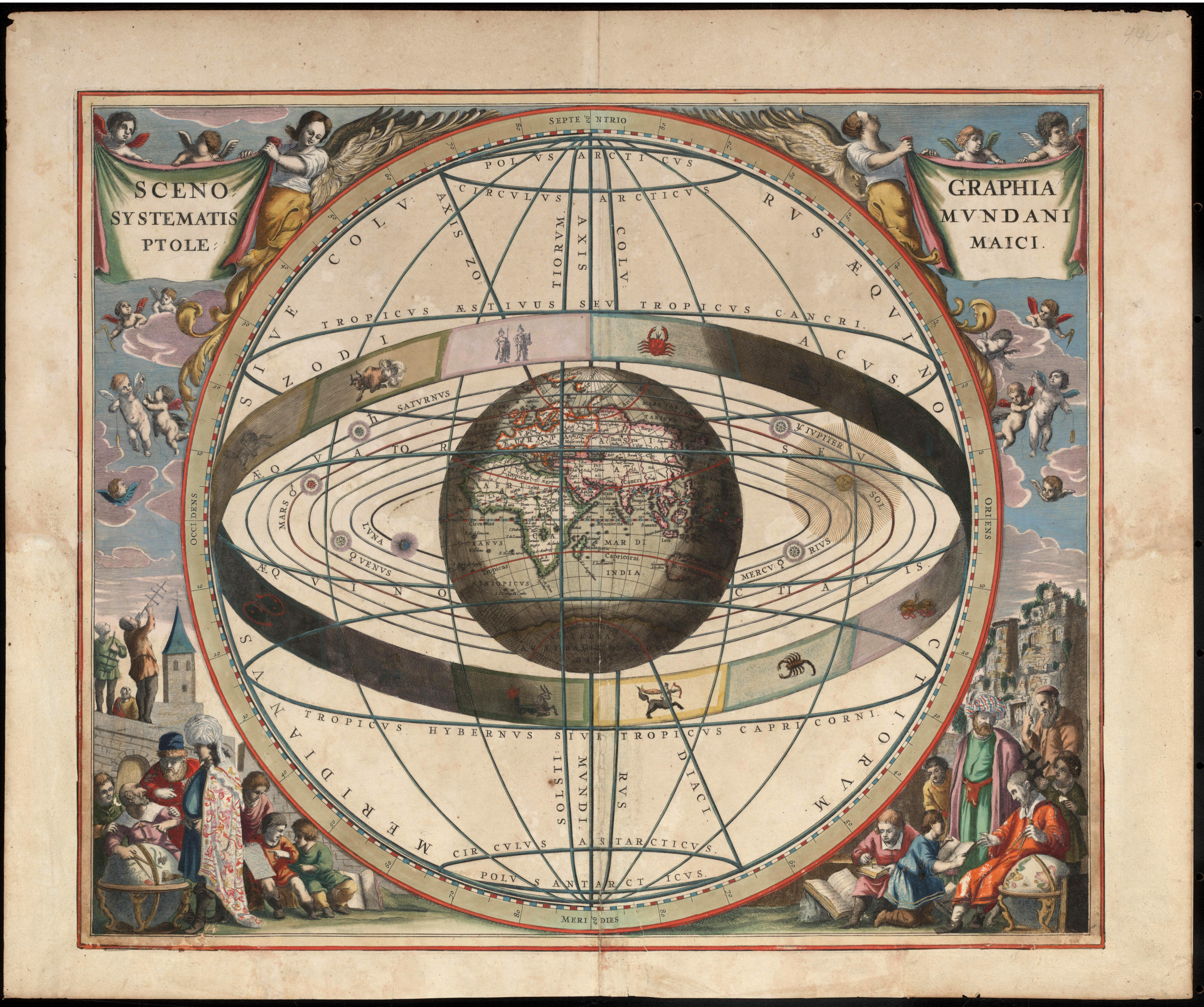
النظام البطلمي يصور عن طريق اندرياس سيلاريوس، 1660/61

### العقبات التي تعترض البحث العلمي
وتجادل المنجمون حول وجود عقبات كبيرة أمام إجراء البحوث العلمية في الفلك، بما في ذلك الافتقار إلى التمويل،  وافتقار المنجمين لخلفيات علمية وإحصائية،  وقلة خبرة المتشككين وعلماء البحث في علم التنجيم. كما ذكر بعض المنجمين أن قليلاً من الممارسين اليوم يقومون بتجارب علمية حول التنجيم، لأنهم يشعرون بأن العمل مع العملاء يوميًا يمنح العملاء بتحقق شخصي.
وهناك حجة أخرى للمنجمين تقول بأن معظم دراسات التنجيم لا تعكس طبيعة الممارسة الفلكية، وأن المنهج العلمي لا ينطبق على علم التنجيم. ويجادل بعض أنصار التنجيم بأن الاتجاهات السائدة ودوافع كثير من معارضي علم التنجيم قد قدمت الوعي أو التحيز غير الواعي في صياغة فرضيات ليتم فحصها، والإبلاغ عن النتائج.

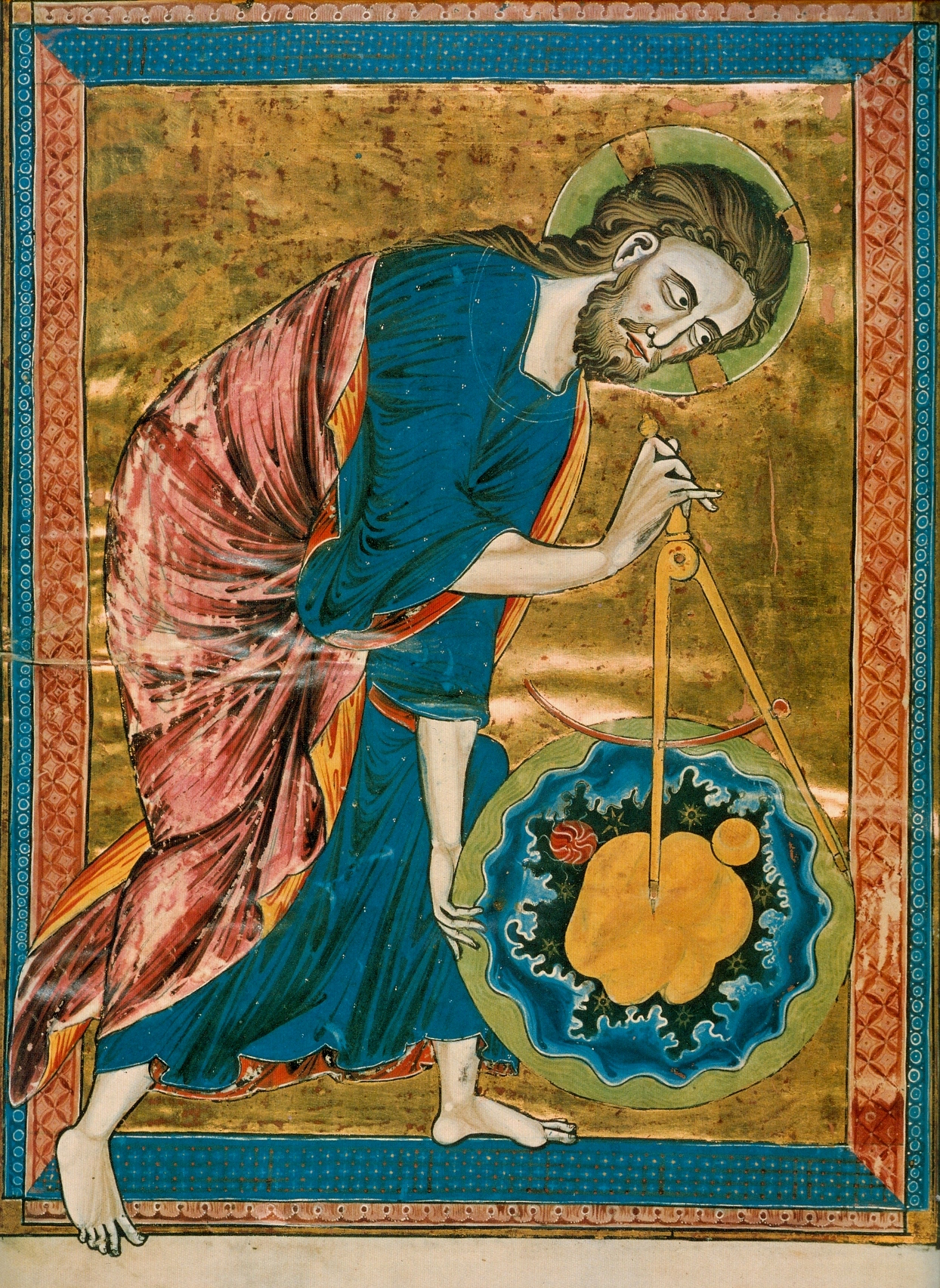
العلم في وقت مبكر، وبخاصة علم الهندسة وعلم الفلك/ علم التنجيم، الذي كان على صلة إلهية بمعظم العلماء في العصور الوسطى. تعتبر البوصلة في هذا مخطوط القرن الثالث عشر رمزا لفعل الإله الخلقي، كما يعتقد الكثيرون أن هناك شيئا جوهريا إلهيا يمكن العثور عليه في حلقة مفرغة.

### الآلية
لم يتفق المنجمون حول تقديم آليات مادية كامنة لتفسير الظواهر الفلكية،  ويعتقد عدد قليل من المنجمين المعاصرين بوجود علاقة سببية مباشرة بين الأجرام السماوية والأحداث على كوكب الأرض. ووفقًا لمقال افتتاحي نشرته الجمعية الفلكية لمنطقة المحيط الهادئ، لا يوجد دليل على وجود آلية علمية محددة يمكن من خلالها أن تأثر الأجسام السماوية في شؤون كوكب الأرض. كما طرح بعض الباحثين علاقات سببية بين الملاحظات التنجيمية والأحداث، مثل نظرية التزامن التي طرحها كارل يونغ. لقد فتح كارل يونغ عبر فكرة التزامنية (Synchronicity) الباب لتبرير أمور كثيرة غير منطقية، ولا يوجد لها أي اثبات حقيقي أو أي علاقة سببية كالتنجيم، فالتزامن عند كارل يونغ هو إعطاء معاني للصدفة وفق أسس غير علمية، ولدى كارل يونغ نفسه لا يعد الأمر بمثابة علم. بينما طرح آخرون أساسا لقراءة البخت. ولا يزال البعض يقول أنه يمكن للعلاقات التجريبية المتبادلة أن تعتمد على نفسها معرفيًا، حيث أنها ليست بحاجة إلى أي دعم من أية نظرية أو آلية. وتثير تلك المفاهيم بعض التساؤلات الجدية لدى بعض المراقبين حول جدوى التحقق من التنجيم من خلال التجارب العلمية، بينما ذهب البعض لرفض تطبيق المنهج العلمي على علم التنجيم كليةً. وعلى الجانب اللآخرـ يعتقد بعض المنجمين بأنه يمكن لعلم التنجيم التأثر بالأسلوب العلمي، من خلال أساليب تحليلية متطورة، وهم يبحثون عما يثبت ذلك الرأي من الدراسات الرائدة. وبالتالي، دعا العديد من المنجمين إلى مواصلة الدراسات حول علم التنجيم استنادًا إلى التحقق الإحصائي.
المدافعون عن التنجيم والأبراج أشاروا إلى ان “طول الدورة الشهرية للمرأة يتوافق مع مراحل القمر” (وهذا غير صحيح) و”حقول الجاذبية للشمس والقمر قوية بما فيه الكفاية للتسبب في ارتفاع وانخفاض المد والجزر على الأرض”.. لذلك هم يقولون إذا كان القمر يمكن أن يؤثر على المد والجزر، فمن المؤكد أن القمر يمكن ان يؤثر على الشخص! ولكن ما العلاقة بين المد والجزر وبين الإنسان؟ إن ما يصفه عالم الفلك الراحل جورج آبيل بأنه يعادل وزن بعوضة واقفة على اليد.

## أضرار التنجيم
التنجيم قد يبدو نوعًا من الفنون الترفيهية أو بوصفه اعتقادًا غير ضار بالنسبة للكثيرين، غير أن هناك الكثير من الأضرار وعلى مستوى كبير بسبب الاعتقاد بالتنجيم. مثلًا في اليابان ووفقًا لمعتقدات المنجمين اليابانيين، فإن النساء المولودات في السنة المعروفة بحصان النار يُعتقد أن زيجاتهن ستكون فاشلة أو غير سعيدة في سنة 1966م، وهو العام الذي سيوافق عام حصان النار في اليابان، وبسبب ذلك انخفض معدل الولادات في اليابان إلى مليوني ولادة بنسبة 25 في المئة إثر عمليات الإجهاض التي وصلت إلى نصف مليون حالة. لم يكن الناس يريدون المخاطرة بإنجاب فتيات سيكون من الصعب تزويجهن!
وكذلك الحال على المستوى الشخصي فإن الأشخاص الذين يؤمنون بالتنجيم؛ أي ما سيكتبه لهم بشكل عشوائي الكهنة والمنجمون؛ ويعتقدون أنه سينطبق عليهم؛ فبطبيعة الحال سيكون التنجيم جزءًا من اتخاذ القرار لديهم في العلاقات، والعمل، والأمور الشخصية، مما يخلف كوارث كبيرة تنعكس بشكل يشبه المرض على المجتمع، ويتزايد مع تزايد من يؤمنون بأمور كهذه، فمثلًا في الولايات المتحدة بين عامي 2004م و2008م كان 29% من الناس يتقبلون توقعات التنجيم.
وتؤثر العلوم الزائفة على عقلية التفكير الجماعى المشهور بالحجج، وهذا أكبر تهديد لمجتمع الوسائط التعليمية، فالهدف من الإعلام هو الحصول على تقييمات عالية من خلال مناشدة الشعب وفي التفكير الجماعي، وكلما تقبل الناس فكرة ما، كلما إزدادت المعتقدات الراسخة في ثقافتهم، وهنالك قول مأثور لهذا النوع من الدعايات يقول: (إذا كررت الكذب بما فيه الكفاية، فسوف يصدقك الناس). لذلك تصبح العلوم الزائفة أقوى كلما ازداد تصديقها، وفي منهج وسائط الإعلام يحجب ازدهار العلوم الزائفة والأساطير وجود العلوم الصحيحة فالحقيقة الموضوعية والمنطق العلمي من أكثر الأشياء التي تهدد العلوم الزائفة. وهذه الآثار المذكورة يمكن ملاحظتها من خلال ملاحظة حضور المواد المتعلقة بالتنجيم حتى في المحافل الثقافية مثل معارض الكتب ومحال بيع الكتب وإلى حد كبير.

## في الإسلام
في الحديث النبوي: عن ابن عباس عن النبي صلى الله عليه وسلم قال: ((من اقتبس علمًا من النجوم اقتبس شعبة من السحر زاد ما زاد)) رواه أبو داود، وإسناده صحيح
والسحر يعتبر باب من الكبائر وقد يكون من الكفر ولذلك ذكر في الحديث: عن وصيفة بنت أبي عبيد عن بعض ازواج النبي صلى الله عليه وسلم عن النبي صلى الله عليه وسلم قال: (من أتى عرَّافًا فسألهُ عن شيءٍ فصدَّقهُ لم تقبل لهُ صلاةُ أربعينَ ليلة).

## قراءات اضافية
- روجر بيك، موجز تاريخي عن علم التنجيم القديم، بلاكويل (2007)
- باراماهانسا يوجانادا: السيرة الذاتية ليوغي/الفصل 16: التفوق على النجوم بذكاء

## وصلات خارجية
- تنجيم على مشروع الدليل المفتوح

التنجيم والدين
- علم التنجيم في الديانة اليهودية

علم التنجيم والعلوم
- علم التنجيم والعلوم، نظرة ناقدة إلى علم التنجيم والعلم.
- وAstrotest، وهو سرد لاختبار لقدرة التنبؤية لعلم التنجيم، مع إشارات إلى تجارب أخرى.
- الرومانسية الحقيقية في النجوم، رؤية نقدية لعلم التنجيم بقلم ريتشارد دوكينز.
- Astrofaces، مشروع بحثي يسعى لتوفير إحصائية متبادلة للتنجيم للعلوم الحديثة، بالإضافة إلى صور فوتوغرافية للشمس والقمر وعلامات الطالع الخاصة بالمواضيع.